# Neosocialismo
Neosocialismo era el nombre de una facción política e ideología política que existió en Francia durante la década de 1930 y en Bélgica aproximadamente al mismo tiempo y que incluía varias tendencias revisionistas en la Sección Francesa de la Internacional Obrera (SFIO). Durante la década de 1930, la facción se distanció gradualmente del marxismo revolucionario y el socialismo reformista, pero no llegó a fusionarse en el socialismo tradicional de colaboración de clases del progresismo socialista radical; en su lugar, abogaron por una revolución desde arriba que llamaron una revolución constructiva. En Francia, esto los puso en conflicto con la política tradicional de antigubernamentalismo del Partido Socialista, y los neosocialistas fueron expulsados de la SFIO. 
Desde el principio, esto los vinculó con la política fascista en Francia, y los neosocialistas expresaron admiración por el fascismo italiano. Esta tendencia surgió más tarde como una orientación ideológica por derecho propio con el Partido Neosocialista, que abogó por el autoritarismo y las políticas antisemitas, así como la cooperación íntima con los nacionalsocialistas.[cita requerida]

## Historia
A raíz de la Gran Depresión, un grupo de diputados liderados por Henri de Man en Bélgica (el líder de la derecha del Partido Laborista Belga y fundador de la ideología del planisme, es decir, el planisme, que significa planificación económica) y en Francia por Marcel Déat y Pierre Renaudel (líder de la derecha de la SFIO), René Belin de la Confederación General del Trabajo, la corriente de jóvenes turcos del Partido Radical-Socialista (Pierre Mendès France) argumentaron que la escala sin precedentes de la crisis económica mundial, y el repentino éxito de los partidos nacional-populistas en toda Europa significaba que se había agotado el tiempo para que los socialistas siguieran lentamente cualquiera de las posturas tradicionales de la izquierda parlamentaria: el reformismo progresivo gradual o la revolución popular de inspiración marxista. En cambio, influenciados por el planismo de Henri de Man, promovieron una "revolución constructiva" encabezada por el estado, donde se buscaría un mandato democrático para desarrollar la tecnocracia y una economía planificada.
Este enfoque tuvo gran éxito en el Partido Laborista Belga en 1933-1934, donde se adoptó como política oficial con el apoyo de las alas derecha (De Man) e izquierda (Paul-Henri Spaak) del partido, aunque en 1935 el entusiasmo había disminuido. Tales ideas también influyeron en el movimiento inconformista de la derecha francesa. 
Marcel Déat publicó en 1930 Perspectives socialistes (Perspectivas Socialistas), una obra revisionista muy influenciada por el planismo de Henri de Man. Junto con más de un centenar de artículos escritos en La vie socialiste (La vida socialista), la revisión de la derecha del SFIO, Perspectives socialistes marcó el cambio de Déat del socialismo clásico al neosocialismo. Déat reemplazó la lucha de clases con la colaboración de clases y la solidaridad nacional, abogó por el corporativismo como modelo de organización social, reemplazó la noción de socialismo por  anticapitalismo y apoyó un estado tecnocrático que planearía la economía y en el cual el parlamentarismo sería reemplazado por la tecnocracia política.
La facción neosocialista dentro del SFIO que incluía a las figuras principales del partido Marcel Déat y Pierre Renaudel fue expulsada en el congreso del partido de noviembre de 1933, en parte por su admiración por el fascismo italiano y en gran parte por sus posturas revisionistas: los neosocialistas abogaron por alianzas con las clases medias y se mostró a favor de hacer compromisos con el Partido Radical-Socialista burgués para promulgar el programa de la SFIO un tema a la vez. Después de haber sido expulsado de la SFIO, Marcel Déat y sus seguidores crearon el Partido Socialista de Francia - Unión Jean Jaurès (1933-1935); A fines de 1935, el surgimiento del Frente Popular había robado el trueno de muchas de las propuestas tácticas y políticas de los neo-socialistas, y la Unión Jean Jaurès se fusionó con los socialistas independientes más tradicionales y los republicanos socialistas para formar la pequeña Unión Socialista Republicana. Dentro de la Confederación General de Sindicatos del Trabajo, el neosocialismo estuvo representado por la facción de los Sindicatos de René Belin (entonces Redressements).[cita requerida]   Por otro lado, el planismo de Henri de Man influyó en la izquierda del Partido Radical-Socialista progresista centrista, conocido como Jóvenes Turcos (entre ellos Pierre Mendès-France). 
Al principio, los neosocialistas seguían siendo parte de la izquierda más amplia. Déat condujo a su partido dividido a la Unión Socialista Republicana, una fusión de varios partidos socialistas revisionistas, y participó en la coalición del Frente Popular de 1936. Pero la desilusión en la democracia eventualmente hizo que muchos neosocialistas se distanciaran de la izquierda tradicional y pidieran un gobierno más autoritario. Después de 1936, muchos evolucionaron hacia una forma participativa y de nacionalsocialismo que los llevó a unirse a la derecha reaccionaria y apoyar al régimen colaboracionista de Vichy durante la Segunda Guerra Mundial. Por ejemplo, René Belin y Marcel Déat se convirtieron en miembros del gobierno de Vichy. Como resultado, el neosocialismo de Déat fue desacreditado en Francia después de la guerra.[cita requerida]